# Václav Bělohradský

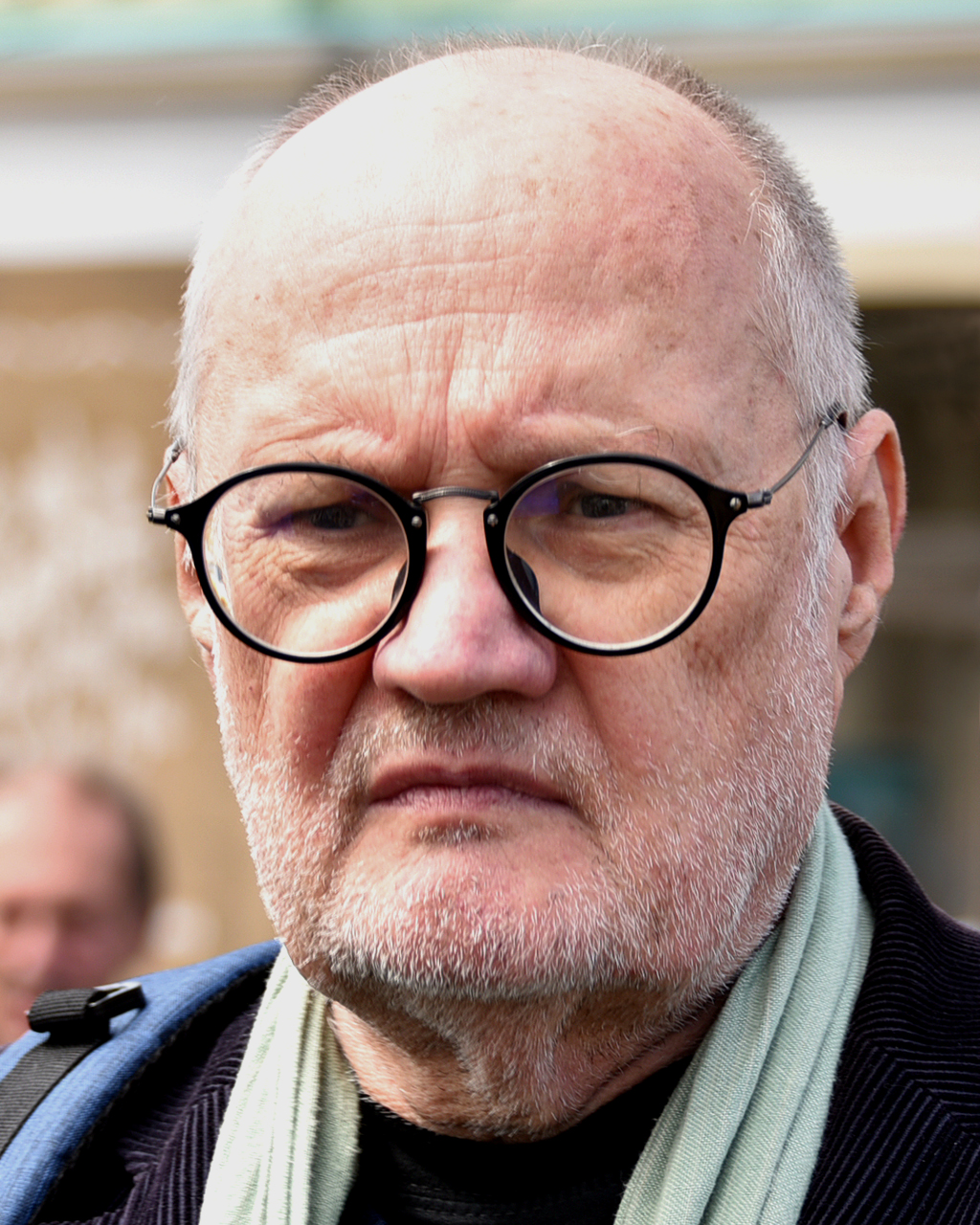
Václav Bělohradský (2019)

Václav Bělohradský (* 17. Januar 1944 in Prag) ist ein tschechischer Philosoph, Soziologe und Politologe.

## Leben
Nach der Abitur 1961, studierte er Bohemistik, Geschichte und Philosophie an der Karls-Universität Prag. Seine Diplomarbeit schrieb er über Marquis de Sade. 1969 legt er seine Doktorprüfung ab und begann eine wissenschaftliche Karriere an der Karls-Universität. 1970 emigrierte er nach Italien, wo er seit 1973 als Professor der Sozialwissenschaften zunächst an der Universität Genua arbeitete, und später als Professor der politischen Soziologie an der Universität Triest unterrichtete. Seit 1990 ist er Gastprofessor an der Karls-Universität.
Bělohradský wurde in den 1980er Jahren vom  tschechischen Schriftsteller und späteren Staatspräsidenten Václav Havel als einer seiner Einflüsse benannt; in seiner Zeit als Präsident kritisierte Bělohradský ihn jedoch regelmäßig und unterstützte die Konservativen. Er gilt als eine Schlüsselfigur für die Bekanntmachung postmodernen Denkens in Mittelosteuropa.

## Veröffentlichungen

### Sachbücher
- Interpretazioni italiane di Wittgenstein. 1972.
- Kritika banálního zla. 1977.
- Krize eschatologie neosobnosti. Rozmluvy, London 1982
- Myslet zeleň světa. 1985, 1991.
- Přirozený svět jako politický problém. 1984, 1991.
- Kapitalismus a občanské ctnosti. 1990–1991.
- Mezi světy a mezisvěty. 1997.
- Společnost nevolnosti: Eseje z pozdější doby. 2014. ISBN 978-8074191671
- Lidská práva (ne)smysl české politiky? 2015. ISBN 978-8074192302

### Veröffentlichungen auf Deutsch
- Neun Rhizophären – Manifest für eine neue Linke nach dem Fall der Berliner Mauer. In: Lettre International, LI 86, Herbst 2009.
- Kunderas Mitteleuropa. In: Lettre International, LI 94, Herbst 2011.
- Drei Dämonen – Das entführte Mitteleuropa nach fünfundzwanzig Jahren. In: Lettre International, LI 96, Frühjahr 2012.
- Identitätspanik – Formen des Chaos und die Wiederkehr der Religion im Postsäkularismus. In: Lettre International, LI 99, Winter 2012.
- No Exit – Der öffentliche Raum von Citizen Kane bis zur Truman Show. In: Lettre International, LI 102, Herbst 2013.